# Getnet Wale
Getnet Wale (* 16. Juli 2000 in Sekela) ist ein äthiopischer Leichtathlet, der sich auf den Hindernislauf spezialisiert hat.

## Leben
Getnet Wale wurde als eines von acht Kindern in Sekela, im Südosten Äthiopiens, in eine Familie von Farmern geboren. Wie viele Läufer aus dem Land stammt er aus einer ländlichen Region, weshalb er täglich einen langen Schulweg laufend zurück legte und damit den Grundstein für seine spätere Karriere in der Leichtathletik legte. Bereits im Alter von 13 Jahren konnte er bei lokalen Meisterschaften Erfolge erzielen, allerdings damals noch über flache Distanzen von 1500 bis 3000 Meter. Seine Leistungen fielen Teshome Kebede, einem Trainer der Ethiopian Youth Sports Academy, auf. Er nahm Wale unter seine Fittiche und nahm ihn mit nach Addis Abeba, wo er ihn seitdem trainiert.
Wale trainiert, zusammen mit seinem Teamkollegen Lamecha Girma, in der Academy, wo sie wöchentlich bis zu 120 Kilometer laufen. Während der COVID-19-Pandemie trainierte er im verringerten Maße im Lockdown weiter und half zudem seiner Familie auf der Farm aus.

## Sportliche Laufbahn
Getnet Wale tritt seit 2016 in internationalen Wettkämpfen im Hindernislauf an. Im Juli nahm er kurz nach seinem 16. Geburtstag an den U20-Weltmeisterschaften im polnischen Bydgoszcz über die 3000-Meter-Distanz teil. Die Teilnahme an den Olympischen Sommerspielen in Rio verpasste er anschließend. In 8:22,83 min gewann er dabei die Bronzemedaille. Nur ein Jahr später konnte er sich für die Weltmeisterschaften in London qualifizieren. Nach Platz 3 in seinem Zwischenlauf, zog er in das Finale ein, in dem er in 8:25,28 min den neunten Platz belegte.
Im April 2018 wurde Wale erstmals äthiopischer Meister über die 3000 Meter Hindernis und stellte anschließend im Juni seine aktuelle Bestzeit von 13:13,87 min über 5000 m auf. Im Juli nahm er in Tampere an seinen zweiten U20-Weltmeisterschaften teil. Wie zwei Jahre zuvor, gewann er in 8:26,16 min erneut Bronze. Bronze gewann er auch bei den Afrikameisterschaften in Asaba. 2019 trat er bei den Afrikaspielen in Rabat an und gewann in 8:14,06 min die Silbermedaille. Im Oktober qualifizierte er sich bei den Weltmeisterschaften in Doha für das Finale, in dem er in 8:05,21 min eine neue Bestzeit aufstellte und damit den vierten Platz belegte.
Im Frühjahr 2020 stellte Wale in Liévin 7:24,98 min einen neuen Nationalrekord Äthiopiens über 3000 Meter in der Halle auf. Anfang Juni lief er in Hengelo 5000 Meter in einer Zeit von 12:53,28 min und rückte damit auf den 46. Platz der Allzeitbestenliste (Stand Mai 2023) vor. Ende Juli ging er schließlich in Tokio zum ersten Mal bei den Olympischen Sommerspielen an den Start. Er erreichte das Finale, in dem er als Vierter die Medaillenränge knapp verpasste. Wenige Tage später bestritt er dann auch den Vorlauf über 5000 Meter. Seine Zeit von 13:41,13 min und der neunte Platz in seinem Lauf reichten nicht aus um in das Finale einzuziehen. Er belegte insgesamt den 20. Platz. 2022 startete Wale im Juli bei seinen zweiten Leichtathletik-Weltmeisterschaften. Als Vierter des ersten Vorlaufs über 3000 Meter Hindernis, erreichte er das Finale. In dem taktisch geprägten Rennen verpasste er schließlich, erneut als Vierter, knapp die Medaillenränge.
2023 trat Wale im August bei den Weltmeisterschaften in Budapest an. Dort zog er wieder in das Finale ein, worin er den elften Platz belegte. 2024 trat er im Frühjahr in Glasgow zum ersten Mal bei Leichtathletik-Hallenweltmeisterschaften an. Dort zog er im 3000-Meter-Lauf in das Finale ein, worin er als Vierter eine Medaille verpasste. Bei den Afrikaspielen Ende März in Ghana trat er im 5000-Meter-Lauf an, wobei er den fünften Platz belegte.

## Wichtige Wettbewerbe
| Jahr                  | Veranstaltung             | Ort                   | Platz                 | Disziplin             | Zeit                  |
| Startet für Äthiopien | Startet für Äthiopien     | Startet für Äthiopien | Startet für Äthiopien | Startet für Äthiopien | Startet für Äthiopien |
| --------------------- | ------------------------- | --------------------- | --------------------- | --------------------- | --------------------- |
| 2016                  | U20-Weltmeisterschaften   | Bydgoszcz             | 3.                    | 3000 m Hindernis      | 8:22,83 min           |
| 2017                  | Weltmeisterschaften       | London                | 9.                    | 3000 m Hindernis      | 8:25,28 min           |
| 2018                  | U20-Weltmeisterschaften   | Tampere               | 3.                    | 3000 m Hindernis      | 8:26,16 min           |
| 2018                  | Afrikameisterschaften     | Asaba                 | 3.                    | 3000 m Hindernis      | 8:30,87 min           |
| 2019                  | Afrikaspiele              | Rabat                 | 2.                    | 3000 m Hindernis      | 8:14,06 min           |
| 2019                  | Weltmeisterschaften       | Doha                  | 4.                    | 3000 m Hindernis      | 8:05,21 min           |
| 2021                  | Olympische Sommerspiele   | Tokio                 | 4.                    | 3000 m Hindernis      | 8:14,97 min           |
| 2021                  | Olympische Sommerspiele   | Tokio                 | 20.                   | 5000 m                | 13:41,13 min          |
| 2022                  | Weltmeisterschaften       | Eugene                | 4.                    | 3000 m Hindernis      | 8:28,68 min           |
| 2023                  | Weltmeisterschaften       | Budapest              | 11.                   | 3000 m Hindernis      | 8:21,03 min           |
| 2024                  | Hallenweltmeisterschaften | Glasgow               | 4.                    | 3000 m                | 7:44,77 min           |
| 2024                  | Afrikaspiele              | Accra                 | 5.                    | 5000 m                | 13:44,45 min          |

## Persönliche Bestleistungen
Freiluft
- 2000 m: 4:58,26 min, 19. August 2020, Bydgoszcz
- 5000 m: 12:53,28 min, 8. Juni 2021, Hengelo
- 3000 m: 7:36,81 min, 5. Mai 2023, Doha
- 3000 m Hindernis: 8:05,21 min, 4. Oktober 2019, Doha
- 10 km-Straßenlauf: 29:46 min, 26. November 2017, Nancy

Halle
- 1500 m: 3:35,54 min, 14. Februar 2021, Val-de-Reuil
- 3000 m: 7:24,98 min, 9. Februar 2021, Liévin